# Catalin

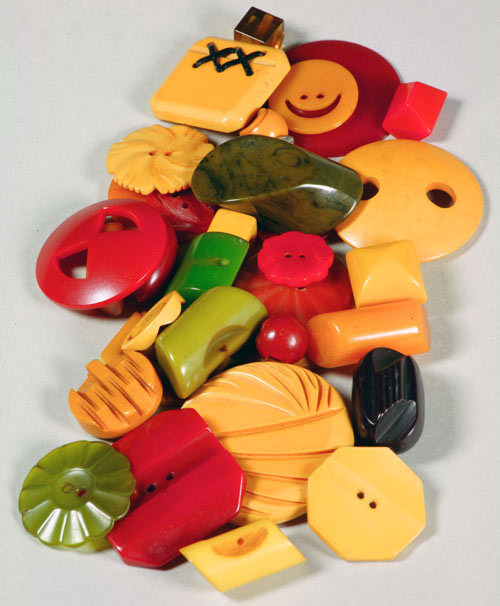
Les boutons colorés fabriqués à partir de Catalin étaient populaires dans les années 1930.

Catalin est un nom de marque pour un polymère thermodurcissable développé et déposé en 1927 par l'American Catalin Corporation de New York, lorsque le brevet sur la bakélite a expiré cette année-là. Résine phénol-formaldéhyde, elle peut être travaillée avec des limes, des meuleuses et des couteaux, et polie jusqu'à un éclat fin.
Le Catalin est produit par un processus en deux étapes, différent des autres types de résines phénoliques, et ne contient pas de charges, telles que la sciure de bois ou le noir de carbone. Le Catalin est transparent, presque incolore, plutôt qu'opaque. Contrairement aux autres composés phénoliques, il peut être produit dans des couleurs vives ou même marbré. Ceci a rendu le Catalin plus populaire que les autres types de bakélite pour les produits de consommation.
Le Catalin est lourd, assez gras au toucher et aussi dur que le laiton. Il est résistant à la chaleur et ne ramollit pas sous l'eau bouillante. Comme la bakélite, il dégage une odeur phénolique distinctive lorsqu'il est chauffé et peut être testé à l'aide de Simichrome[pas clair], qui vire du rose au jaune. En raison de l'oxydation, les articles anciens en Catalin deviennent plus foncés ; le blanc vire au jaune; ce qui a provoqué des effets intéressants dans les radios en Catalin. Les radios en Catalin étaient souvent fabriquées dans une esthétique Art Déco élégante et sont recherchées par les collectionneurs.
Le Catalin a été utilisé des années 1930 aux années 1950 pour de nombreux objets ménagers, bijoux, petites boîtes, lampes, manches de couverts et ensembles de bureau. Les bijoux en Catalin, plus communément appelés à tort bijoux en bakélite, ont été fabriqués des années 1930 jusqu'à la fin de la Seconde Guerre mondiale, lorsqu'ils sont devenus trop chers, car chaque pièce devait être moulée et polie individuellement. L'American Catalin Corporation a introduit 15 nouvelles couleurs en 1927 et développé des techniques pour créer des marbrures. Les couleurs comprenaient le jaune, l'orange, le rouge, les verts, le bleu et le violet, avec des versions claires, opaques et marbrées. Dans les années 1930, les bijoux fabriqués dans ces couleurs étaient populaires avec des ensembles de perles, de bracelets, de boucles d'oreilles et de bagues portés ensemble.
Le Catalin a aussi été utilisé pour fabriquer des tuiles de mahjong, notamment aux États-Unis (pour le mahjong américain, avec jokers), entre autres par les firmes A. & L. Manufacturing Co. et Empire Games à New York.

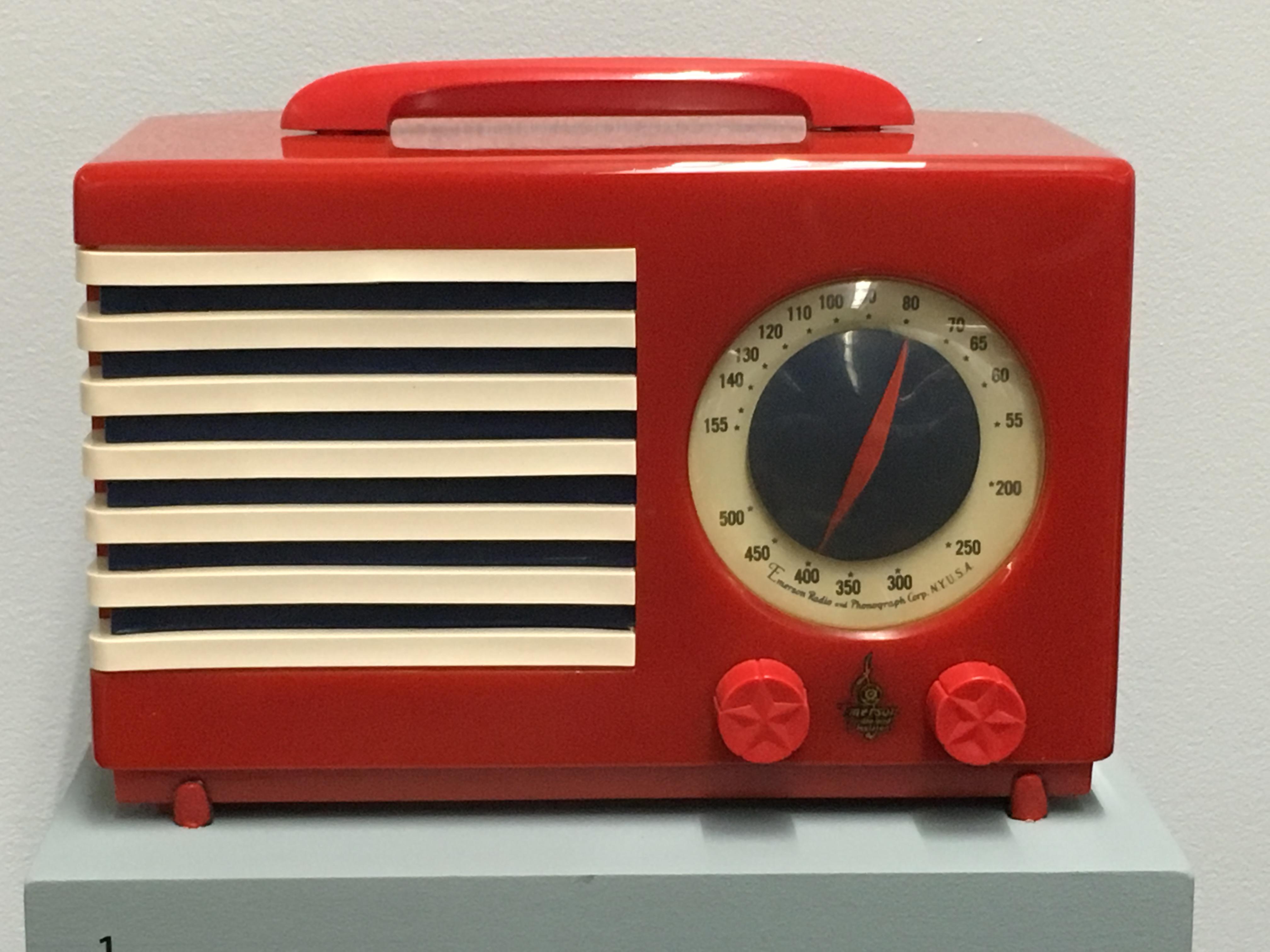
Radio Emerson modèle 400-3 "Patriot" (1940), en Catalin

Le Catalin a également été utilisé pour fabriquer des radios. Dans un processus à forte intensité de main-d'œuvre, la résine liquide était coulée et durcie à la chaleur, puis polie à la main dans des motifs Art déco. Les concepteurs de radios en Catalin les plus connus comprenaient Norman Bel Geddes et Walter Dorwin Teague. Les couleurs vives des radios en Catalin visaient à transmettre l'optimisme pendant la Grande Dépression.
Les bijoux fabriqués à partir de Catalin sont généralement appelés « bakélite » dans le commerce des antiquités, tandis que les articles ménagers, les radios, les couverts, etc. sont appelés avec plus de précision « Catalin ».
Les poignées de l'emblématique six shooter de John Wayne, vues dans tous les films d' El Dorado à True Grit, étaient en Catalin, et non en ivoire, comme on le pense souvent[réf. nécessaire].
Le Catalin a également été utilisé pour les montages sur la grande cornemuse des Highlands. Cette utilisation est cependant abandonnée en raison de leur tendance à devenir orange avec le vieillissement.